# Daniel Rybakken
Daniel Rybakken, född 1984, är en norsk möbel- och ljusformgivare.
Daniel Rybakken växte upp i en konstnärlig familj i Oslo. Hans mor var klädesformgivare och hans far var grafisk formgivare. Han utbildade sig i formgivning på Arkitektur- og designhøgskolen i Oslo och Högskolan för design och konsthantverk vid Göteborgs universitet. Efter magisterexamen 2008 inrättade han sin egen byrå i både Oslo och Göteborg. Han har bland annat arbetat för italienska Luceplan, finländska Artek och svenska Wästberg Lighting.
Han fick Bruno Mathsson-priset 2011, Guldstolen 2013 för armaturen "Ascent", Compasso d'Oro 2014 för lampan "Motvikt" och Torsten och Wanja Söderbergs pris 2017.
Han har sedan 2008 sin formgivningsbyrå Studio Rybakken i Göteborg.